# Mémoires de la Section des Sciences; Académie des Sciences et Lettres de Montpellier
Mémoires de la Section des Sciences; Académie des Sciences et Lettres de Montpellier (abreviado Mém. Sect. Sci. Acad. Sci. Montpellier) fue una revista científica con ilustraciones y descripciones botánicas que fue publicada en Montpellier en dos series desde 1847 hasta 1912.

## Publicación
- Serie n.º 1, vols. 1-11, 1847/50-92;
- Serie n.º 2, vols. 1-4, 1894-1912